# Novouralsk
Novouralsk (ryska Новоура́льск) är en stängd stad norr om Jekaterinburg i Sverdlovsk oblast i Ryssland. Folkmängden uppgår till cirka 80 000 invånare.

## Historia
Staden hette när den grundades Sverdlovsk-44 (ryska Свердло́вск-44). 1954 fick den sitt nuvarande namn, Novouralsk, men hölls hemlig fram till 1994. Den har varit stängd stad ända sedan den grundades 1941.